# Понічанка
Понічанка (пол. Poniczanka) — річка в Польщі, у Лімановському й Новотарзькому повітах Малопольського воєводства. Права притока Раби, (басейн Балтійського моря).

## Опис
Довжина річки 9 км. Формується притоками та безіменними струмками.

## Розташування
Бере початок на південній стороні від села Ольшувка (гміна Мшана-Дольна). Тече переважно на північний захід через Поніцу і у місті Рибка-Здруй впадає у річку Рабу, праву притоку Вісли.
Населені пункти вздовж берегової смуги: Рдзавка, Хабувка.

## Притоки
- Рдзавка, Почесна Вода (ліві).